# Мецанела (Варезе)
Мецанела је насеље у Италији у округу Варезе, региону Ломбардија.
Према процени из 2011. у насељу је живело 60 становника. Насеље се налази на надморској висини од 383 м.